# نهر زان
زان (تنطق بالهولندية: [zaːn]) هو نهر صغير بمقاطعة شمال-هولندا في شمال غرب هولندا واسم المنطقة التي يمر عبرها. كان النهر في الأصل ذراع جانبي لخليج آي ويسير 10 كيلومتراً عبر بلديات زانستاد (وتعني "مدينة زان")، وفورمرلاند شمال أمستردام ، من West-Knollendam في الشمال إلى زاندام في الجنوب، حيث يصب في خليج آي.
وقد تم تسمية بلدية زانستاد وعدة بلدات بطول نهر زان تسمت باسمه: Koog aan de Zaan، Westzaan، أوستزان، زانديك ‏ ومدينة زاندام. كما يمر النهر أيضاً عبر منطقة زانسه سخانس، وهي قرية بها طواحين هواء ومنازل تاريخية. وهي واحدة من مناطق الجذب السياحية الأكثر شعبية في هولندا.
واسم نادي كرة قدم ألكمار آ زد ألكمار هو اختصار لAlkmaar Zaanstreek وتعني منطقة زان ألكمار.